# Michał z Žamberka
Michał z Žamberka (zm. 1504) – duchowny husycki, jeden z założycieli Jednoty Braci Czeskich

## Życiorys
Był księdzem Kościoła utrakwistycznego, proboszczem w Žamberku. Od 1457 r. należał do Bractwa Ewangelii Chrystusa, które w 1467 r. na synodzie w Lhotce przekształciło się w Kościół czeskobraterski.
W 1467 r. przyjął sakrę biskupią z rąk biskupa austriackich waldensów, Stefana. W tym samym roku  konsekrował na biskupa Macieja z Kunvaldu i wyświęcił pierwszych duchownych Jednoty. Został za to potępiony przez arcybiskupa utrakwistycznego, Jana Rokycana.
Po 1467 r. nie sprawował funkcji biskupich.